# Ziemetshausen
Ziemetshausen er en købstad (markt) i Landkreis Günzburg i Regierungsbezirk Schwaben i den tyske delstat Bayern.
Den er administrationsby i Verwaltungsgemeinschaft Ziemetshausen.

## Geografi
Ziemetshausen ligger i Region Donau-Iller i Naturpark Augsburg-Westliche Wälder.
I kommunen ligger ud over Ziemetshausen landsbyerne Maria Vesperbild, Schloss Seyfriedsberg, Muttershofen, Bauhofen, Roppeltshausen, der blev indlemmet i 1972, Lauterbach og Hellersberg, indlemmet i 1974, Vorder-, Hinterschellenbach, Schönebach, og Uttenhofen, indlemmet 1978, og den har et samlet areal på 42,93 km².
Deraf er 20,48 km² landbrugssarealer, 20,05 km² skov, og omkring 150 ha er erhvervsarealer.
Blandt Ziemetshausens turistattraktioner kan nævnes kirken St Peter og Paul samt Schreinereimuseum.